# كريستيان الثاني كونت بالاتينات-تسفايبروكن-بيركنفلد
كريستيان الثاني (22 يونيو 1637 - 26 أبريل 1717)؛ هو الابن الذكر الأكبر لوالده كريستيان الأول كونت بالاتينات-بيركنفيلد-بيشفايلر وزوجته الأولى ماغدالين كاثرين من بالاتينات-تسفايبروكن ابنة عم كارل العاشر غوستاف ملك السويد، بعد وفاة والده عام 1654 خلفه في أراضيه حول بيشفايلر الواقعة بالألزس، وفي عام 1671 ورث بالاتينات-تسفايبروكن-بيركنفلد بعد وفاة ابن عمه كارل الثاني أوتو، ومن خلال ميراث زوجته أصبح أيضًا كونت رابولشتاين منذ عام 1673 حتى 1699 عندما منح هذا اللقب لابنه كريستيان الثالث.

## الزواج
تزوج كريستيان في 5 سبتمبر 1667 من الكونتيسة كاثرين أجاثا من رابولتشتاين (15 يونيو 1648 - 16 يوليو 1683)؛ وأنجبت له 7 أبناء منهم: ماغدالين كلوديا التي تزوجت من فيليب راينهارد كونت هاناو مونزينبرغ، أنجبت له أطفال توفوا صغار، وكذلك لويز التي تزوجت من فريدرش أنطون أولريش أمير فالدك وبيرمونت، لهم ذرية، تزوج ابنهما كارل أوغست من ابنة خاله كريستين هنرييت وهما سليل فيلهلمينا ملكة هولندا، وإما خليفته كريستيان الثالث أصبح دوق بالاتينات-تسفايبروكن منذ 1731 وهو جد ماكسيمليان الأول ملك بافاريا وكذلك يعتبر من خلال ابنته الكبرى كارولين هنرييت زوجة لاندغراف لودفيغ التاسع من هسن-دارمشتات جد جميع الملوك وأمراء في أوروبا، في حين أبنائه الأخرين توفوا صغار.